# Wolfgang Grandy-Schmid
Wolfgang Grandy-Schmid (født 11. november 1948 i Stuttgart) er en tysk elbassist, komponist og producer.
Schmid hører til eliten af tyske musikere i den rytmiske musik, særdeles i jazz, rock og fusions musik.
Han har spillet med Charly Antolini, Billy Cobham, Gitte Hænning etc. Han var fast musiker på Pete York´s serie Super Drumming, en serie som kørte op igennem 1980'erne og frem til år 2004, med nogle af de bedste trommeslagere i verden.
Schmid har også lavet plader i eget navn. 